# Mad (журнал)
Mad (рус. безумный, бешеный) — американский сатирический журнал, основанный в 1952 году редактором Харви Курцманом и издателем Уильямом Гейнсом (англ. William Gaines). Изначально выпускаемый как книга комиксов, Mad вскоре превратился в полноценный журнал, который стал примером для других изданий и оказал влияние не только на свой сектор журналистики, но и на культуру общества конца XX века в целом. На пике популярности в 1970-е годы под руководством редактора Эла Фелдстейна (англ. Al Feldstein) журнал выходил тиражом более 2 миллионов экземпляров.
Журнал является единственным оставшимся изданием из известной компании EC Comics. Он предлагает читателям сатирические публикации на темы современного общества, популярной культуры, политики и индустрии развлечений. В своём составе имеет как повторяющиеся темы, например, пародии на теле- и кинопродукцию, так и оригинальные статьи свободной формы. Символом Mad является Альфред Е. Нойман (англ. Alfred E. Neuman), неоднократно появлявшийся на обложке как сам по себе, так и в коллажах на злободневные темы.
3 июля 2019 года в средствах массовой информации широко сообщалось, что к концу года журнал Mad перестанет продаваться в газетных киосках; кроме этого, в новых выпусках перестанут появляться новые материалы, а вместо этого будут повторно использоваться классические из почти 67-летней истории журнала.

## История журнала
Первый номер данного издания появился в продаже в августе 1952 (номер за октябрь-ноябрь). Издателем новой книги комиксов Mad выступила компания EC Comics, расположенная в нижнем Манхэттене на Лафайет-стрит. В начале 1960-х годов редакция переехала на Мэдисон-авеню, новый адрес был обыгран в журнале: «485 MADison Avenue» («MAD» заглавными буквами является зарегистрированной торговой маркой журнала).
Содержание первого номера был практически полностью подготовлено Харви Курцманом, иллюстрации кроме него выполнили Уолли Вуд, Уилл Элдер, Джек Дэвис и Джон Северин. Вуд, Элдер и Дэвис стали основными карикатуристами журнала на следующие 23 номера.
Начиная с номера 24 за июль 1955 года издание стало выходить в виде полноценного журнала. Гейнс, издатель Mad, пошёл на этот шаг, чтобы сохранить на посту редактора Курцмана, который получил выгодное предложение от конкурентов. Курцман проработал ещё год, и в 1956 году его сменил Эл Фелдстейн (англ. Al Feldstein). Однако расширение принесло дополнительную выгоду: журнал вышел из-под ограничений, накладываемых на комиксы регулирующей организацией Comics Code Authority. Фелдстейн привлёк в команду таких карикатуристов, как Дон Мартин, Фрэнк Якобс, Морт Дракер, Антонио Прохиас, Дейв Берг и Серджио Арагонес. В 1974 году тираж обновлённого Mad достиг 2 132 655 экземпляров. В 1984 году Фелдстейн ушёл в отставку, а вместо него журнал возглавили Джон Фикарра и Ник Меглин. Они совместно руководили изданием следующие 20 лет, пока в 2004 году Меглин не отошёл от дел, предоставив Фикарре управлять делами единолично.
В начале 1960-х годов издательство Гейнса было продано Kinney Parking Company, к концу десятилетия также завладевшей National Periodicals (также известной как DC Comics) и Warner Bros.. Гейнс сохранил за собой место в совете директоров и в целом продолжал курировать издание без лишнего вмешательства.
После смерти Гейнса Mad заметнее интегрировался в корпоративную структуру Time Warner. Редакция покинула помещения на Мэдисон-авеню и середине 1990-х, одновременно с DC Comics, переехала на Бродвей. В 2001 году журнал нарушил самоограничение на размещение рекламы, благодаря чему удалось ввести в производство цветную печать и повысить качество бумаги.
Первые номера журнала выходили в свет на нерегулярной основе, за год их могло быть от четырёх до семи. К концу 1958 года Mad остановился на необычной периодичности — восемь номеров в год, и которая продолжалась в течение почти четырёх десятилетий, поскольку Гейнс считал, что такой режим способствует повышению качеству издания. Впоследствии начали выходить дополнительные номера, и к январю 1997 года Mad вышел на традиционную ежемесячную периодичность. Начиная с 500-го номера (июнь 2009 года) в рамках общей стратегии снижения расходов в Time Warner журнал временно стал выходить ежеквартально, но в 2010 году вновь увеличил число номеров за год до шести

## Влияние
Хотя в печати, на радио и в фильмах известны и более ранние примеры аналогичного Mad юмористического стиля, журнал стал одним из первопроходцев. В 1950-е годы журнал предлагал читателям сочетание искромётных пародий и сентиментальных обыгрышей штампов американской культуры с умением искусно показать фальшивку, скрывающуюся за внешней картинкой. The New York Times на 25-летие журнала писал, что Mad в 1950-е сформировал поколение скептически настроенных граждан, которые в 1960-е протестовали против войны во Вьетнаме, а в 1970-е помогли отправить в отставку президента Ричарда Никсона, и ни в одном из случаев не испытывали угрызений совести.
О Mad часто говорят, что журнал восполнил недостаток политической сатиры с 1950-х по 1970-е годы, когда в Соединённых Штатах преобладали «красная угроза» в идеологии и цензура в культуре, особенно в литературе для подростков. Появление таких технологий, как кабельное телевидение и Интернет, снизили значимость журнала, но он по-прежнему остаётся одним из популярных периодических изданий. В большей степени Mad стал жертвой собственного успеха: то, что в 1950–70-е годы было смелым, сейчас стало общим местом. Но влияние журнала на три поколения сатириков можно оценить, например, по частоте упоминания Mad в сериале «Симпсоны». Продюсер «Симпсонов» Билл Оукли (англ. Bill Oakley) так охарактеризовал это влияние: «„Симпсоны“ словно вобрали в себя журнал Mad. Фактически все, кто вырос между 1955 и 1975 годами, читали Mad и с его помощью развили чувство юмора. Наши герои — Дейв Берг, Дон Мартин — к сожалению, умерли, но „Симпсоны“ оказались на их месте в сердцах американцев». В 2009 году The New York Times написал, что Mad, ранее определявший американскую сатиру, теперь довольствуется пометками на полях, в то время как вся культура совревнуется за звание лучшего трикстера. Давний автор журнала Эл Джаффии в 2010 году дал следующее описание возникшей дилемме: «Когда Mad появился в 1952 году, он был единственным игроком на поле. Теперь те, кто вырос на его юморе, сами начали игру: это The Today Show, это Стивен Кольбер, это Saturday Night Live. И Mad должен их превзойти. То есть Mad соревнуется сам с собой».
Mad находил самые разнообразные темы для пародий. Это были и рекламные кампании, и американские семьи, и средства массовой информации, большой бизнес, образование, печать. В 1960-е годы и далее журнал смеялся над такими свежими темами, как сексуальная революция, движение хиппи, разрыв поколений, психоанализ, контроль за оружием, загрязнение окружающей среды, Война во Вьетнаме и употребление наркотиков. При этом журнал относился негативно не только к запрещённым веществам, вроде марихуаны или ЛСД, но и к традиционно разрешаемым, вроде табака и алкоголя. Безжалостная сатира Mad обращалась как против демократов, так и против республиканцев. И одновременно находилось место для менее «горячих» тем, вроде сказок, стихов, спорта и прочих областей, вызывающих интерес.